# Halil Mutlu
Halil Mutlu (n. 14 iulie 1973, Kărdjali, Republica Populară Bulgaria) este un halterofil ce a reprezentat Turcia, medaliat olimpic. A participat la 4 ediții ale Jocurilor Olimpice (1992, 1996, 2000, 2004) în care a câștigat două medalii de aur.